# Пестово (Владимирская область)
Пестово — деревня в Ковровском районе Владимирской области России, входит в состав Новосельского сельского поселения.

## География
Деревня расположена в 10 км на юг от центра поселения посёлка Новый и в 21 км на юго-запад от райцентра города Ковров близ федеральной автодороге М7 «Волга».

## История
В XIX — первой четверти XX века деревня входила в состав Бельковской волости Ковровского уезда, с 1926 года — в составе Клюшниковской волости. В 1859 году в деревне числилось 17 дворов, в 1905 году — 31 дворов, в 1926 году — 31 дворов.
С 1929 года деревня входила в состав Алачинского сельсовета Ковровского района, с 1940 года — в составе Великовского сельсовета, с 1972 года — в составе Новосельского сельсовета, с 2005 года — в составе Новосельского сельского поселения.

## Население
| 1859 | 1905 | 1926 |
| ---- | ---- | ---- |
| 134  | 240  | 175  |

| 1859 | 1905 | 1926 | 2002 | 2010 | 2021 |
| ---- | ---- | ---- | ---- | ---- | ---- |
| 134  | ↗240 | ↘175 | ↘57  | ↘38  | ↘32  |